# CEFOS
Centrum för forskning om offentlig sektor (CEFOS) är ett forskningscentrum vid Göteborgs universitet som inrättades 1991 och startade sin verksamhet 1992. 
Bakgrunden till inrättandet av CEFOS var FOS-utredningen (Forskning om offentlig sektor) som 1990 inbjöd universiteten i Sverige att komma med förslag på hur forskningen om den offentliga sektorn skulle organiseras. Efter förslag från Göteborgs universitet inrättades centrumet (CEFOS) i Göteborg som hade en lång tradition av forskning om den offentliga sektorn och en erfarenhet av forskningscentrum (bland annat SOM-institutet).

## Verksamhet
CEFOS stödjer forskning inom tre programområden:
- Den offentliga sektorn i ett makroperspektiv
- Den offentliga sektorns inre organisation
- Den offentliga sektorn och medborgarna

Samt ett fjärde program som omfattar alla de tre nämnda:
- Välfärdsstaten och socialförsäkringssystemet. Ett mångvetenskapligt program om inkomstkompensation vid sjukdom.